# Hard Tack
Hard Tack (1926 Lexington, Kentucky - 1947 Kentucky) è stato un cavallo di razza purosangue inglese appartenuto ed allevato da Wheatley Stable in USA.

## La storia
Hard Tack era figlio del campione americano Man o' War e data questa parentela è stato considerato fin dalla nascita una promessa nei circuiti ippici. Suo nonno era Rock Sand, cavallo purosangue inglese che nel 1903 vinse la Triple Crown del Regno Unito. Dopo appena 15 gare venne ritirato dai circuiti ippici a causa del suo temperamento violento e intrattabile. Nella sua breve carriera vinse un montepremi totale di 16.820 dollari e venne pensionato nelle scuderie Faraway Farm a Lexington in Kentucky (USA) per essere utilizzato come stallone. Hard Tack generò un discreto numero di puledri nessuno dei quali divenne un campione fino al 23 maggio 1933, anno di nascita del leggendario Seabiscuit.

Il nome Hard Tack deriva da un tipo di cracker.

## Gare vinte
- Saranac Handicap - Saratoga Race Course (Saratoga Springs, New York), 1928
- Knickerbocker Handicap - Aqueduct Racetrack (Queens, New York), 1928

## Pedigree
Pedigree di Hard Tack:
| Padre Man o' War (1917)  | Nonno Fair Play (1905)  | - Hastings (1893) - Fairy Gold (1896)   |
| Padre Man o' War (1917)  | Nonna Mahubah (1910)    | - Rock Sand (1900) - Merry Token (1891) |
| Madre Tea Biscuit (1912) | Nonno Rock Sand (1900)  | - Sainfoin (1887) - Roquebrune (1893)   |
| Madre Tea Biscuit (1912) | Nonna Tea's Over (1893) | - Hanover (1884) - Tea Rose (1884)      |